# KOLOS (rompeolas)

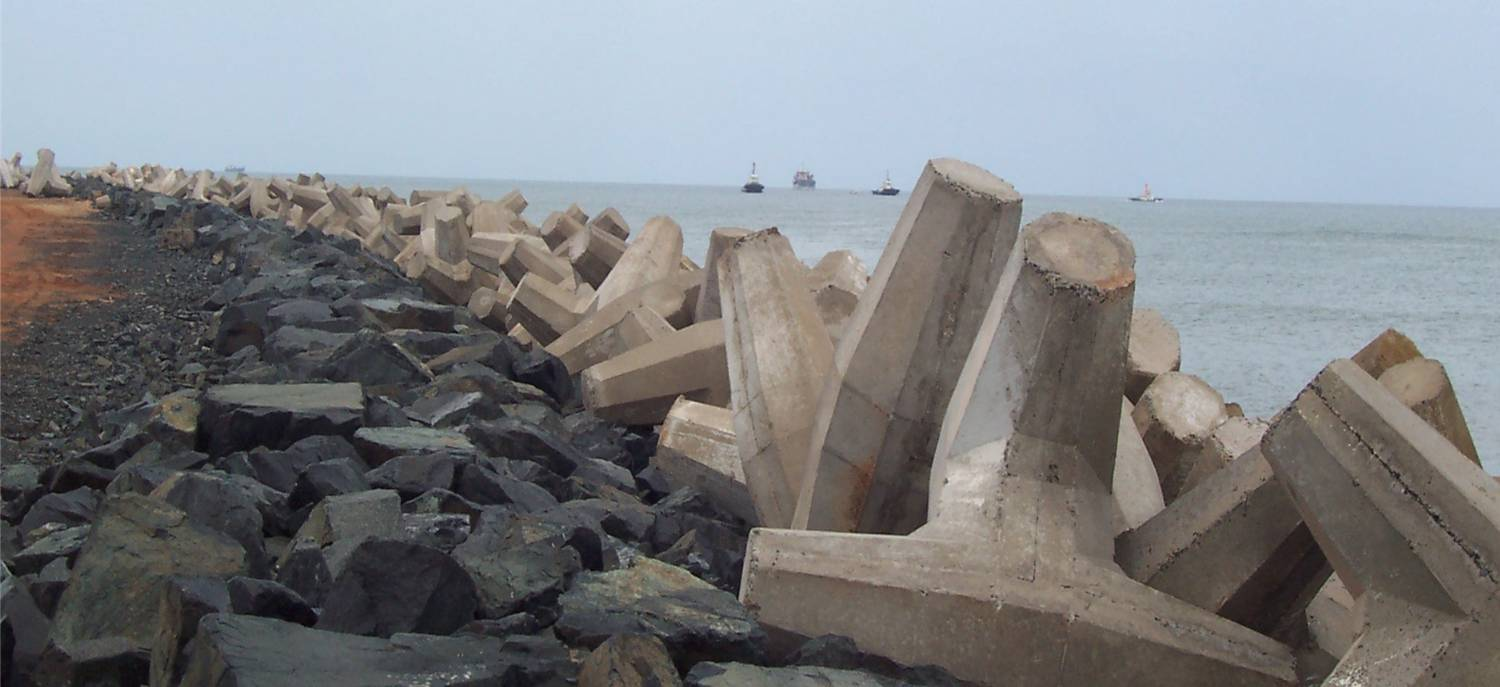

KOLOS es un enclavamiento de hormigón utilizado en estructuras costeras como los rompeolas. Fueron desarrollados en India y fue el primero que utilizaron en el rompeolas en el puerto de Kishnapatnam.

## Concepto de KOLOS
KOLOS incorpora mejoras frente a otras estructuras que se usan de protección como los Dolos. Los fallos más comunes que se encuentran son en la pierna debido a la torsión en el fluke por doblar induciendo el escarpado. Las tensiones más altas son causadas, principalmente, al brazo de palanca más largo. La longitud de la pierna en el Dolos es encogido un 21.4% en KOLOS. De esta manera se pueden espesar sus piernas.

KOLOS Está caracterizado por un miembro de hormigón más corto central y dos miembros alargados de hormigón a los lado del central. Las partes exteriores tienen las hachas longitudinales paralelas que se extienden normales al eje longitudinal del centro. Tienen una forma de sección de cruz octagonal.

## Colocación y transporte

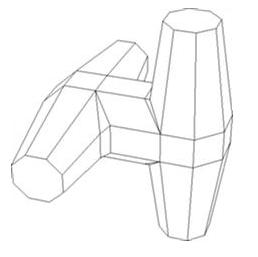

KOLOS se fabrican de hormigón. Para fabricar un KOLOS se requiere de tres piezas de acero en los moldes para que sea más fácil conseguir su peculiar forma.
Una sola unidad de KOLOS puede pesar desde 1.5 toneladas hasta las 12 toneladas.
Las unidades se sacan de los moldes tras tres días de fraguado. Se colocan en las líneas costeras para hacer los rompeolas empleando una grúa.

## Colocación
KOLOS son colocados encima de guijarros amontonándolos para formar los rompeolas en dos capas. La estabilidad hidráulica de KOLOS está marcado por su propio peso y el enclave. Tienen la misma porosidad que tienen los Dolos con un coeficiente de capa de 1.